# Dependency Walker
Dependency Walker (oder depends.exe) ist ein kostenloses Programmierwerkzeug zum Auslesen von Abhängigkeiten zwischen Windows-PE-Dateien. Als Benutzerschnittstelle kommt entweder eine grafische Oberfläche oder die Kommandozeile zum Einsatz. Für eine Übersicht über alle verlinkten Module fungiert ein Baumdiagramm, die im- und exportierten Funktionen werden jeweils in tabellarischer Form dargestellt. Die letzte Version 2.2 des Programms ist von 2006. In früheren Versionen war das Programm Bestandteil der Windows XP SP2 support tools und des Microsoft Visual Studio. Die Lizenz für Dependency Walker Version 2.2 erlaubt die Bündelung mit anderen Produkten nicht mehr. Unterstützte Plattformen sind IA-32 (32-Bit-x86), x64 (64-Bit-x86) und IA-64 (die 64-Bit-Architektur des Itanium). Die Unterstützung für Alpha/AXP, MIPS und PowerPC wurde eingestellt.
Stand Oktober 2017 gibt es auf GitHub eine Portierung von Dependency Walker nach C#. Der Funktionsumfang ist noch nicht komplett. Das Programm berücksichtigt Windows API-Sets und WinSxS.